# Ennio Falco
Ennio Falco (Capua, 3 gennaio 1968) è un tiratore a volo italiano, specializzato nello skeet.
Ai Giochi della XXVI Olimpiade di Atlanta del 1996 ha vinto la medaglia d'oro realizzando una doppietta con Andrea Benelli giunto terzo. Nelle tre successive edizioni non è mai riuscito a raggiungere la finale a sei piazzandosi due volte 14° (Sydney 2000 e Pechino 2008) e una volta 21° (Atene 2004).
Detiene il record mondiale di skeet a squadre con 365 punti, realizzato il 3 agosto 2006 a Zagabria insieme ad Andrea Benelli e Valerio Luchini.

## Palmarès

### Olimpiadi
- Oro: Atlanta 1996

### Campionato del mondo
Individuale
- Argento (5): Lima 1997, Cairo 2001, Lonato 2005, Monaco 2010, Lima 2013
- Bronzo (2): Fagnano Olona 1994, Lahti 2002

A squadre
- Oro (4): Fagnana Olona 1994, Tampere 1999, Zagabria 2006, Lima 2013
- Argento (1): Nicosia 1995
- Bronzo (2): Nicosia 2003, Lonato 2005

### Campionati europei
Individuale
- Oro (5): Zagabria 2001, Lonato 2002, Bruna 2003, Nicosia 2004, Marburgo 2006
- Bronzo (1): Sipoo 1997

A squadre
- Oro (5): Lisbona 1994, Lahti 1995, Montecatini Terme 2000, Zagabria 2001, Belgrado 2005
- Argento (2): Casalecchio di Reno 1991, Nicosia 2004
- Bronzo (3): Sipoo 1997, Nicosia 1998, Bruna 2003

### Altri premi
Ai precedenti si aggiungono anche
- Oro al Campionato del mondo universitario del 1988
- Quattro ori, tre argenti e due bronzi alle finali di Coppa del Mondo
- 25 vittorie, 12 secondi posti e 10 terzi posti in Coppa del Mondo
- Due ori (uno individuale e uno squadre) e un bronzo (individuale) al Campionato del mondo juniores
- Un oro e un bronzo ai Giochi del Mediterraneo
- Un oro (a squadre) e tre argenti (due individuali e due a squadre) ai Campionati europei juniores
- Otto ori (tre da juniores), tre argenti e due bronzi ai Campionati italiani